# Kali Linux
Kali Linux je Linux distribucija zasnovana na Debianu. Namijenjen je digitalnoj forenzici, testiranju probojnosti i hakiranju. Održava ga i financira Offensive Security Ltd.

## Razvoj
Kali Linux sadrži preko 600 instaliranih programa za testiranje ranjivosti. Može se pokrenuti s računalnog hard diska, s live CD ili live USB distribucija, ili uz pomoć programa za virtualizaciju operativnih sustava. Većina programskih paketa preuzeta je iz Debianovih repozitorija.

## Zahtjevi
Minimalni i preporučeni zahtjevi za instalaciju Kali Linuxa ovise o vrsti instalacije i namjeni sustava:
Minimalna instalacija (bez grafičkog sučelja, npr. SSH poslužitelj):
128 MB RAM-a (preporučeno 512 MB)

2 GB prostora na disku
Standardna instalacija (s Xfce desktop okruženjem i osnovnim alatima):
Najmanje 2 GB RAM-a

20 GB prostora na disku
Zahtjevnije korištenje (resursno intenzivne aplikacije, više paralelnih programa):
Preporučuje se 8 GB RAM-a ili više
Za instalaciju je potreban 64-bitni procesor (amd64), bootabilni USB ili CD/DVD medij te pristup Internetu. Preporučuje se SSD disk za bolje performanse.
Od verzije 2024.4 službeno se više ne podržavaju 32-bitne (i386) instalacije.

## Kultura
Logo Kali Linuxa pojavljuje se u brojnim epizodama televizijske serije Mr. Robot (2015.)

## Vanjske poveznice
Službene stranice
Kali Linux na DistroWatchu
Veličine instalacije Kali Linuxa